# Helmut Kumpf
Helmut Kumpf (* 2. Januar 1928 in Herrntrop (Gemeinde Kirchhundem); † 5. Juni 1973) war ein deutscher Politiker der CDU.

## Leben
Kumpf studierte Geschichte und Volkswirtschaft in Marburg. Danach war er Dozent am Seminar für Staatsbürgerkunde in Olpe. Später war er auch Leiter des Instituts. 
Der CDU gehörte Kumpf seit 1948 an. Er war stellvertretender Kreisvorsitzender im Kreis Olpe von 1962 bis 1973 sowie von 1968 bis 1973 Vorsitzender des Bezirks Sauerland-Siegerland. 
Kumpf gehörte der Gemeindevertretung von Kirchhundem von 1956 bis 1967 an. Zeitweise war er auch Fraktionsvorsitzender seiner Partei. Dem Kreistag des Kreises Olpe gehörte er von 1965 bis 1973 an. Von 1966 bis 1971 war er Landrat. 
In der siebten Wahlperiode (ab 1970) gehörte Kumpf den Landtag von Nordrhein-Westfalen an. Seit 1971 bis zu seinem Tod war er Vorsitzender des Haushalts- und Finanzausschusses. 